# Gazzola
Gazzola – miejscowość i gmina we Włoszech, w regionie Emilia-Romania, w prowincji Piacenza.
Według danych na rok 2004 gminę zamieszkiwało 1677 osób, 38,1 os./km².